# Microrégion de Caxias do Sul
La microrégion de Caxias do Sul est une des microrégions du Rio Grande do Sul appartenant à la mésorégion du Nord-Est du Rio Grande do Sul. Elle est formée par l'association de dix-huit municipalités. Elle recouvre une aire de 4 853,889 km2 pour une population de 729 152 habitants (IBGE - 2005). Sa densité est de 150,2 hab./km2. Son IDH est de 0,852 (PNUD/2000).

## Municipalités[1]
- Antônio Prado
- Bento Gonçalves
- Boa Vista do Sul
- Carlos Barbosa
- Caxias do Sul
- Coronel Pilar
- Cotiporã
- Fagundes Varela
- Farroupilha
- Flores da Cunha
- Garibaldi
- Monte Belo do Sul
- Nova Pádua
- Nova Roma do Sul
- Santa Tereza
- São Marcos
- Veranópolis
- Vila Flores

## Microrégions limitrophes
- Guaporé
- Vacaria
- Gramado-Canela
- Montenegro
- Lajeado-Estrela